# Ait Yaazem
Ait Yaazem is een kleine stad en landelijke gemeente in de provincie El Hajeb van de Fès-Meknès regio van Marokko. In 2024 telde de gemeente een totale bevolking van 16.912 mensen.